# 艾拉·菲利浦斯
艾拉·伊利沙伯·菲利浦斯（英語：Isla Elizabeth Phillips，2012年3月29日—），是彼得·菲利浦斯與奧特姆·菲利浦斯的次女，伊利沙伯二世的外曾孫女。她出生時是英國王位第十三順位繼承人，現為第二十一順位。

## 嬰兒時期
艾拉·菲臘斯於2012年3月29日出生於格洛斯特郡的格洛斯特郡皇家醫院，是伊利沙伯二世的曾孫輩和安妮長公主的孫輩中第二年長的孩子。同年7月1日，艾拉在切靈頓的聖尼古拉教堂（Church of St Nicholas）受洗，女王當時出席了這場儀式。

## 公開露面
她在慶祝外曾祖母90歲生日的官方照片中首次亮相。艾拉於2017年首次參加女王壽辰閱兵，與她的姐姐和父母一同現身。她還與兩位最年長的表親喬治和夏洛特一起出現在陽台上。2018年10月，她與表親們及姐姐薩凡娜·菲利普斯一同擔任尤金妮公主和傑克·布魯斯班克婚禮的伴娘。
2022年3月29日，在外祖父菲臘親王的感恩儀式當天，她與父親、姐姐及其他家族成員一同出席西敏寺的儀式，這天也是她的10歲生日。2022年4月，她與家人一同參加王室年度復活節禮拜，被拍到與父親和姐姐同行。2022年6月，她與家人共同慶祝女王的白金禧年，期間與表親們一同亮相，並在慶典中歡呼。
2022年9月18日，艾拉出席了伊利沙伯二世的葬禮。
2023年5月7日，在她的舅公查理斯三世加冕週末期間，她與家人一同參加了加冕音樂會。
2023年8月，她與祖母長公主安妮及表親們在蓋特康比公園參加英國馬術三項賽活動。她支持參賽的姑姑扎拉·廷德爾，期間被拍到吃冰淇淋並與表親們交談。
2024年1月1日，艾拉與姐姐薩凡娜及表妹米婭和莉娜一同出席切爾滕納姆賽馬場的新年賽馬活動。

## 外部連結
- 艾拉·菲利浦斯在互联网电影资料库（IMDb）上的資料（英文）

| 艾拉·菲利浦斯 出生于：2012年3月29日 | 艾拉·菲利浦斯 出生于：2012年3月29日 | 艾拉·菲利浦斯 出生于：2012年3月29日 |
| 頭銜繼承順序                        | 頭銜繼承順序                        | 頭銜繼承順序                        |
| ----------------------------------- | ----------------------------------- | ----------------------------------- |
| 前任者： 薩凡娜·菲利浦斯            | 英國王位繼承 第二十一順位           | 下一順位： 扎拉·廷德爾              |